# Say Móric
Say Móric (Székesfehérvár, 1830. október 14. – Budapest, 1885. március 11.) kémikus, királyi tanácsos, a Budapest-vidéki tankerület királyi főigazgatója, az MTA levelező tagja (1869).

## Élete
Édesapja gyógyszerész volt. A gimnáziumot szülőhelyén, a bölcseleti tanulmányokat Egerben és Pesten végezte. Anyai nagybátyjának, Petzelt Józsefnek ösztönzésére mérnöknek készült, és az 1847-ben tervezett buda-székesfehérvári vasútnál mint mérnök vett részt.
1848-ban a szabadságharc kitörésekor fivéreivel együtt beállott honvédnek, és mint köztüzér, utóbb mint tűzmester Dembinszky hadseregében a harc végéig részt vett.
A szabadságharc után hazatért szüleihez, és apja mellett gyógyszerésszé, majd vegyésszé akarta magát kiképezni. Rudolf fivérével együtt 1853−54-ben a bécsi egyetemet látogatta, ott szerezte gyógyszerészi oklevelét, és ott lett 1855-ben a vegytan doktora; ott nyerte meg tanárának, Redtenbachnak barátságát, akinek buzdítására tudományos dolgozatait közölte a bécsi tudományos akadémia kiadványaiban. 1855-ben Theodor Wertheimnek, a pesti egyetem kémiatanárának segédje lett, és 1858-ig működött ott, magyarázva a tanár német előadásait.
1858. október 11-én az akkori császári és királyi helytartótanács által a budai főreáliskolához a vegytan tanszékére mint póttanárt nevezték ki, miután a reáliskolai tanári vizsgálatot 1857. április 11-én Bécsben letette. 1860. március 18-án rendes tanárrá nevezték ki. 1861-ben, az októberi diploma után neki és tanártársának, Hofer Károlynak sikerült azon engedély kieszközlése, hogy néhány tárgyat magyarul tanítsanak. 1862-63-ban honosította meg az intézetnél a vegytani gyakorlatokat, melyeket távozásáig, 1864-ig mindig maga vezetett. 1868. augusztus 4-én a magyar királyi vallás- és közoktatási minisztérium elrendelte, hogy a tantárgyakat magyarul adják elő, és augusztus 24-én – a magyarul még gyengébben beszélő Schenzl Guidó igazgató mellé – Sayt ez intézet fegyelmi és tanítási ügyeinek kezelésére aligazgatónak nevezte ki. 1870. augusztus 29-én, miután Schenzl az újonnan alapított Magyar Meteorológiai és Földmágnesességi Intézet (később Országos Meteorológiai Szolgálat, ma HungaroMet) vezetője lett, Sayt az iskola igazgatójának nevezték ki.
1863-ban a leköszönt Szabó József helyébe a kereskedelmi akadémiába a kémia és fizika tanítására hívták meg, mely intézetnél az 1867/68. iskolai év végéig működött. A Magyar Tudományos Akadémia 1869. április 14-én választotta levelező tagjai sorába. 1870-ben élére állott a budai ipariskolának, és a pesti hadosztályi iskola hadapródjai számára kísérletes előadásokat tartott a természettan és vegytanból 1878-ig; ennek elismeréséül 1872. szeptember 7-én a Ferenc József-rend lovagkeresztjével tüntették ki. 1870-től 1876-ig tevékeny részt vett a Pesten rendezett esti előadásokban. 1872-ben az országos középiskolai tanáregyesület elnökének választotta meg.
A főváros egyesítésekor polgártársai a városi képviselő-testület tagjává választották meg, és így tagja lett a főváros tanügyi és egyéb közművelődési egyesületeinek. 1875-ben az országos tanárvizsgáló bizottságba vizsgáló taggá, 1877-ben pedig a budapesti vízivárosi állami nőtanítóképző igazgatótanácsába rendes taggá nevezték ki. Öt nagyobb utazást tett Német-, Francia-, Olasz-, Görögországba és Angliába. Megromlott egészségének helyreállítása céljából 1880. december 1-jén keletre utazott, ahonnét 1881. február 28-án tért vissza.
1882-ben részt vett az országgyűlési ankéton, mely a középiskolákról szóló törvényjavaslat megvitatására egybehívatott. I. Ferenc József 1884. április 26-án az újonnan szervezett Budapest-vidéki tankerület királyi főigazgatójává nevezte ki; nem sokkal később királyi tanácsos lett.
Beszélt anyanyelvén kívül németül és franciául.
Cikkei a Magyar Term. Társulat Évkönyvében (III. 1851-56. Hausner budai keserű vize, Unger budai keserű vize, Neuwerth budai keserű vize); a M. Term. Társ. Közlönyében (I. 1860. Arsen, antimon és ón felismerése, VI. 1866. A nyiregyházi sóstó vizének elemzése, Tizenöt jelesebb magyar búzafaj vegyelemzése, a kir. m. természettud. társulat által a Schuster-féle alapítványból 130 forinttal jutalmazott pályamunka); a Természettudományi Közlönyben (1870. Állati munka és forrása, 1878. A törhetetlen üvegről, 1881. A borkőről és előállításáról, Egy barlang talaját képező guanóról, 1882, A gyufa története); a budai reáliskola Értesítőjében (1881. és 1882. Töredékek egy keleti utas naplójából); közreműködött a tanáregylet Közlönyénél is.
Arcképe: kőnyomat, rajzolta Th. Mayerhofer (Tiber Ágost, Emlékezés Say Móriczról c. füzetében, S. névaláírásával.)

## Elismerései
- 1872. szeptember 7-én a Ferenc József-rend lovagkeresztje

## Művei
- Analyse des Mineralwassers zu Lippa in Ungarn. Wien, 1854. (Különnyomat a Sitzungsberichteből.)
- Analyse des Hildegarde-Brunnens zu Ofen. Uo. 1854. (Különny. a Sitzungsberichteből.)
- Analyse der Bitterwasserquelle des Herrn Franz Neuwerth in Ofen. Ofen, 1855.
- A vegytan alapvonalai. Középtanodák számára. Pest, 1862. (2. kiadás, 31 fametszettel. 1868., 3. kiadás 1872. Uo. 4. kiadás, Bpest, 1874. 5. jav. és bőv. kiadás: A kisérleti vegytan alapvonalai. A reáliskolák felsőbb osztályai számára és magánhasználatra cz. átdolgozta dr. Hankó Vilmos. Uo. 1886.)
- Fresenius R. C., Bevezetés a minőleges vegyelemzésbe, vagyis a műveletek, a kémszerek és az ismertebb testeknek a kémszerek iránt való viseletének tana stb. Ford. 44 fametszettel. Buda, 1868. (M. orvosi könyvkiadó-társaság Könyvtára IV.)
- Az állati munka és annak forrása. Pest, 1870. (Liebig munkájának ismertetése. Értekezések a természettudományok köréből. II. 1.)
- A gyufa története. 11 ábrával. Bpest, 1882. (Népszerű természettudományi Előadások. 35.)